# Adrian Mihalčišin
Adrian Mihalčišin (Adrian Mihalcisin, ukr. Адріян Михальчишин), slovenski šahovski velemojster ukrajinskega rodu, * 18. november 1954, Lvov, Ukrajina.
Velemojsterski naslov ima od leta 1978. Od leta 1999 ima državljanstvo Slovenije. Nastopil je za slovensko olimpijsko reprezentanco leta 2000 v Carigradu, leta 2002 na Bledu, leta 2004 v Španiji ter leta 2006 v Italiji
Mihalčišin je tudi šahovski trener in pisec šahovskih knjig. Od leta 1998 je bil selektor slovenske ženske reprezentance, leta 2006 pa je prevzel mesto selektorja nizozemske ženske reprezentance.